# Takeshi Tokutomi
Takeshi Tokutomi (em japonês:  徳富 斌; 13 de novembro de 1941) é um ex-jogador de voleibol do Japão que competiu nos Jogos Olímpicos de 1964.
Em 1964, ele fez parte da equipe japonesa que conquistou a medalha de bronze no torneio olímpico.